# Rodica, Domžale
Rodica je naselje v Občini Domžale.
V predmestju je Osnovna šola Rodica in šola za otroke s posebnimi potrebami Roje. Naselje je povezano z železniško postajo Rodica in ima postajališče za medkrajevni avtobus. Na Rodici je Nakupovalni center Breza in znana pivnica Adam Ravbar. Skozi naselje teče reka Pšata. Naselje se nahaja v in je obenem tudi sedež četrtne skupnosti Jarše-Rodica. Naselje meji na četrti Bistra, Center in Vir, od katerega ga naravno ločuje reka Kamniška Bistrica.

## Krajevna skupnost Jarše-Rodica
Je eno manjših naselij, a je gosto poseljeno. Naselja znotraj skupnosti so: Rodica, Spodnje Jarše, Srednje Jarše, Zgornje Jarše in Groblje. Sedež je v Grobljah.
Ima okoli 2200 prebivalcev. Od 3. septembra 1993 leta je aktivno Kulturno društvo Groblje, v katerem deluje Dramska skupina, Dekliški pevski zbor "Moj spev",  ter odrasla folklorna skupina in mešani pevski zbor Klas Groblje. Turistično društvo Jarše-Rodica je bilo ustanovljeno 23. maja leta 1999 ter Društvo mladih Jarše leta 2007.

## Znani krajani oz. domačini
- Alenka Gotar, pevka
- Janez K. Lapajne, geofizik in seizmolog
- Janez Lapajne, režiser
- Marta Pirnat Greenberg, jezikoslovka in prevajalka
- Aiken Veronika Prosenc, filmska producentka
- Franc Rode, kardinal

## Izvor krajevnega imena
Zelo pogosto krajevna imena v Sloveniji izvirajo iz zemljišča. Ime "rodica" pomeni slab svet, neobdelan, pust.
Krajevno ime je verjetno izpeljano iz hipokoristika Rodъ, spadajočega k slovanskemu osebnemu imenu Rodislavъ, katerega osebna imena so nastala iz imena očeta in se ohranjajo v slovenskih priimkih Rode in Rodič. Krajevno ime Rodica torej prvotno pomeni Rodova naselbina. Manj verjetno pa je izvajanje krajevnega imenaa iz pridevniške osnove ród (tonemsko rôd) v pomenu hrapav, neraven, neugoden. V arhivskih zapisih se kraj omenja leta  1426 kot Rodicz, 1428 Rodiczs, 1458 Roditsch in 1467 Rodin.